# プロシャ王セット
プロシャ王セット（またはプロシャ王四重奏曲）は、ヴォルフガング・アマデウス・モーツァルトが作曲した3曲の弦楽四重奏曲の総称。プロイセン（プロシャ）王フリードリヒ・ヴィルヘルム2世からの依頼により作曲された、とされていることからこの名で呼ばれ、以下の3曲からなる。
- 弦楽四重奏曲第21番 ニ長調 K. 575 （プロシャ王第1番）
- 弦楽四重奏曲第22番 変ロ長調 K. 589 （プロシャ王第2番）
- 弦楽四重奏曲第23番 ヘ長調 K. 590 （プロシャ王第3番）

上記の説への疑問点については第21番の記事を参照。